# 河井日奈子
河井 日奈子（かわい ひなこ）は、中京圏を拠点に活動している日本のモデル、タレント。
ヴィズミックモデルエージェンシー在籍中の2009年8月に結婚した。

## 出演

### テレビ番組
- 遊びに行こっ!（テレビ愛知）
- 遠州三河出逢い旅 → はままつトキメキ出逢い旅（静岡放送）
- どですか!（2005年、メ〜テレ）
- 旅ログ → おでかけカフェ（2006年 - 2010年、CBC）
- プロミス インフォマーシャル（2010年、メ〜テレ）

### CM
- イオンモール（2003年）
- ミニミニ「ホント」篇（2004年）
- 三重平安閣（2006年・2008年）
- 金城大学短期大学部（2007年）
- アズマ工業「愛妻家 エコトクくん」篇（2010年）
- 山田養蜂場「ハニーラボシリーズ」篇（2010年）
- 愛知銀行「笑顔のリレー」篇（2011年）
- 積和不動産「叶える賃貸 憧れ友人」篇（2013年）

## 掲載

### 雑誌
- 東海ウォーカー（2001年、角川マーケティング）
- CanCam（2001年、小学館）
- ゼクシィ 東海版・静岡版（2001年、リクルート）
- 地域密着型マリン情報誌 ハイピッチ 2010年7月号 ほか（エムズプランニング） - 表紙モデル[3]
- 月刊KELLy（2010年 - 、ゲイン）

### 雑誌以外
- 大垣共立銀行（2001年）
- JR東海「飛騨路フリーきっぷ」（2005年）
- トヨタ自動車 ポルテ（2005年）
- ニッセン 2008年秋号（2008年）
- レイフィールド（2011年）
- 京都大和（2011年）